# Городнянский уезд
Городнянский уе́зд — административно-территориальная единица в составе Черниговской губернии Российской империи, существовавшая в 1781 — 1923 годы. Уездный город — Городня.

## История
Уезд образован в 1781 году в составе Черниговского наместничества. В 1796 году вошел в состав восстановленной Малороссийской губернии. С 1802 года — в Черниговской губернии. В 1923 году уезд был упразднён, на его территории образован Городнянский район Черниговского округа.

## Население
По переписи 1897 года население уезда составляло 153 040 человек, в том числе в городе Городня — 4310 жит.

### Национальный состав
Национальный состав по переписи 1897 года:
- украинцы (малороссы) — 132 803 чел. (86,8 %),
- русские — 11 992 чел. (7,8 %),
- евреи — 7053 чел. (4,6 %),

## Административное деление
В 1913 году в состав уезда входило 10 волостей: 
| - Велико-Щимельская — с. Великий Щимель, - Дроздовицкая — с. Дрозовицы, - Любечская — м. Любеч, - Мощонская — с. Мощонка, - Ново-Боровичская — м. Новые Боровичи, - Петрушинская — с. Петруши, - Репкинская — м. Репки, - Старо-Руднинская — с. Старая Рудня, - Тупичевская — с. Тупичев, - Ярыловичская — с. Новые Ярыловичи |